# 曹亨
曹亨（1507年—1588年），字伯貞，號貞菴，河南汝寧新蔡縣人，民籍，明朝政治人物。

## 生平
嘉靖十三年（1534年）甲午科河南鄉試第二十二名舉人。嘉靖十四年（1535年）中式乙未科會試第一百十三名，登第三甲第二百二十三名進士。历官刑部山西司主事、郎中，出为山东兖州府知府，升湖广按察司荆南道副使、浙江布政使司右参政，嘉靖三十年七月丁父忧归。
嘉靖四十五年（1566年）十一月起復为湖广布政司右参政，尋擢為都察院右僉都御史、巡撫保定兼提督紫荊等關，隆慶元年（1567年）十月升兵部右侍郎、協理京營戎政，三年八月升本部左侍郎，四年五月升南京都察院右都御史掌院事，八月升南京工部尚書，五年十一月以老疾乞休。万历十六年卒于家，十七年賜祭葬。

## 家族
曾祖曹端，封監察御史進二品服；祖父曹鳳，曾任都察院右副都御史；父曹大夏，母張氏。具庆下。兄立、廓、辛。弟亭、亶、高、永、卞、意、文、廉、庚。

## 延伸阅读
[在维基数据编辑]